# Foster Crater
Der Foster Crater ist der Krater eines Kegelbergs aus pyroklastischen Sedimenten im ostantarktischen Viktorialand. In der Royal Society Range ragt er an der Nordflanke des Foster-Gletschers südlich des Highway Ridge auf. 
Das New Zealand Geographic Board benannte ihn 1994 in Anlehnung an die Benennung des Foster-Gletschers. Dessen Namensgeber ist Major James Foster vom United States Marine Corps, assistierender Luftoperationsoffizier der Task Force 43 der United States Navy in Antarktika im Jahr 1960.